# Neunkirchen (Rakousko)
Neunkirchen je okresní město v Rakousku ve spolkové zemi Dolní Rakousko a sídlo stejnojmenného okresu.  Žije zde přibližně 13 tisíc obyvatel.

## Geografie
Leží ve Vídeňské pánvi, v regionu Steinfeld, v údolí řeky Schwarzy. Sestává ze tří místních částí:
- Mollram (rozloha 822,73 ha; 702 obyvatel)
- Neunkirchen (596,43 ha; 11 152 obyvatel), má osm čtvrtí: Innere Stadt/vnitřní město, Tal, Steinplatte, Mühlfeld, Au, Steinfeld, Lerchenfeld a Blätterstraßensiedlung.
- Peisching (611,75 ha; 691 obyvatel)

## Historie
Pravěké osídlení dokládá takzvaný "nejstarší Neunkirchenský obyvatel". Byl objeven při archeologickém průzkumu v roce 2011: podle antropologické analýzy kostí uhlíkovou metodou C-14 mu bylo 20-30 let, náležel k Badenské kultuře a žil asi před 5200 lety. 
První písemná zmínka o obci pochází z roku 1094, kdy je zmiňována jako "Niuwenchirgun", sídlo s jedním z devíti kostelů této oblasti. Obec leží na staré obchodní stezce Semmering-Korutansko-Terst. Náměstí s tržištěm byl původně opevněno, pozdější zástavba je zrušila, dochovala se z něj jedna městská brána.
Roku 1861 byla zřízena železniční trať s desítkou shodných budov nádraží, neunkirchenské k nim patří. 
V roce 1920 byl obci udělen status města a devět kostelů se dostalo do městského znaku. V letech 1944-1945 se oblast i město staly jedním z center bojů druhé světové války, Němci na ústupu vypálili radnici, padly tři desítky vojáků, zejména sovětské armády. 

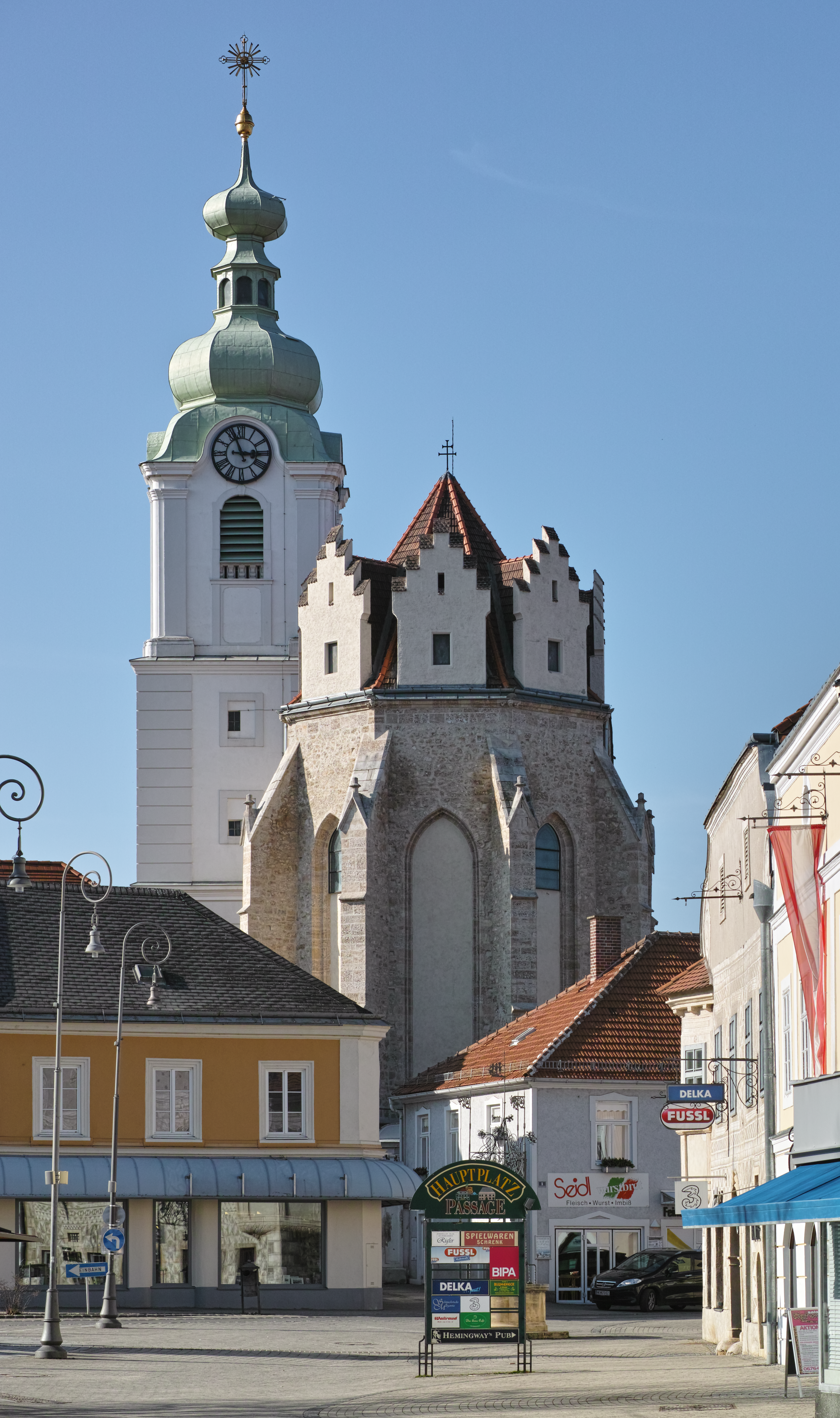
Kostel Nanebevzetí Panny Marie

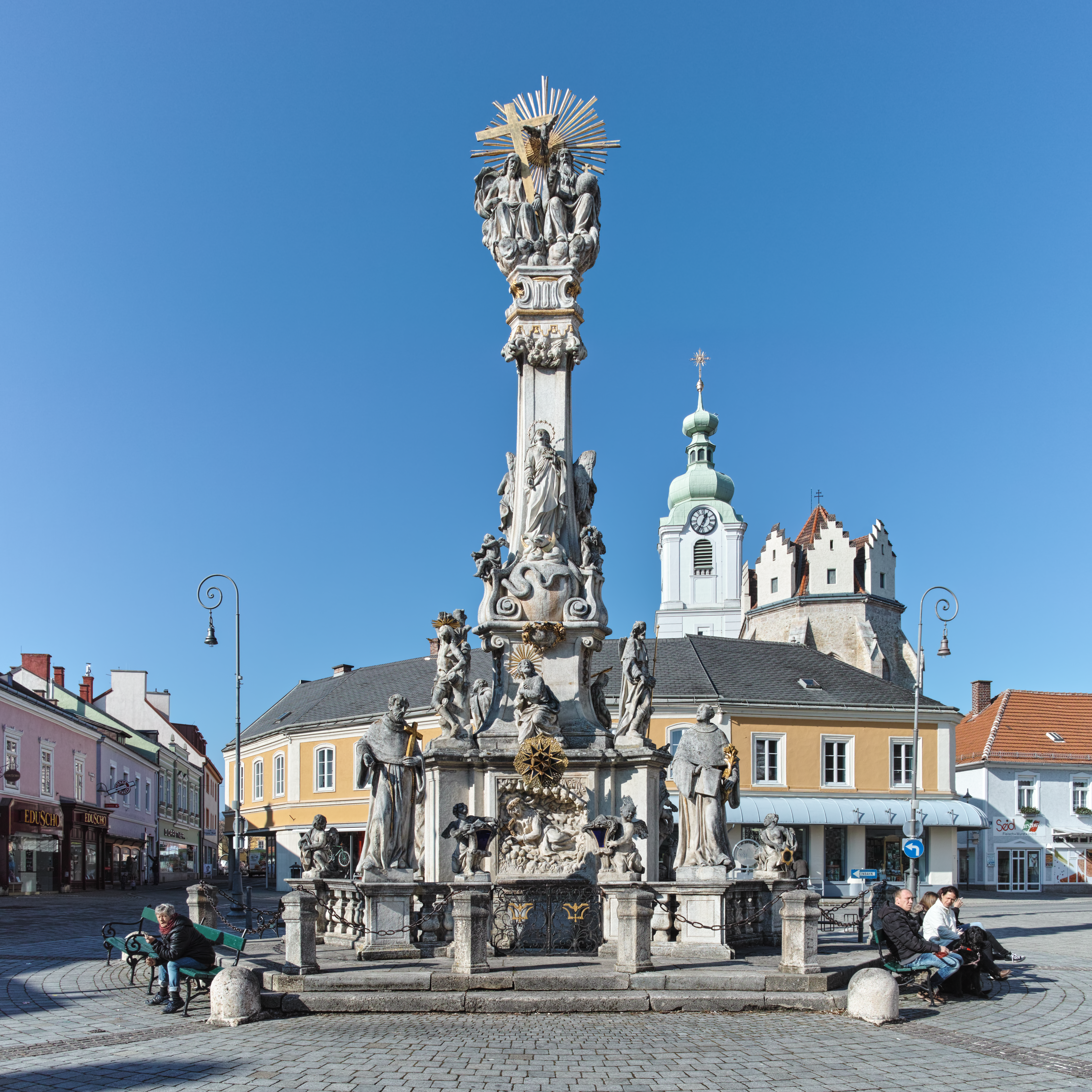
Trojiční sloup z roku 1724

## Náboženství
Podle statistických údajů z roku 2018 je 60,7 % obyvatel vyznání římskokatolického, 5,5 % tvoří evangelíci. 13,1 % obyvatel se hlásí k islámu; 17,1 % je bez náboženského vyznání.

## Památky
- Farní kostel Nanebevzetí Panny Marie, poprvé zmíněn k roku 1094, trojlodní bazilika, v jádře gotická stavba ze 13.-14. století, síťové klenby hlavní lodi kolem roku 1400, pozoruhodné stupňovité štíty na hlavní římse závěru; věž má barokní báň; cenné vnitřní vybavení: pozdně gotická socha madony, barokní sochařská (řezbářská) výzdoba oltářů, kazatelna s alegorickými sochami Víry, Naděje, Lásky, 4 andílky s atributy křesťanských ctností a se čtyřmi sochami evangelistů;
- Evangelický kostel, novogotický ze 2. čtvrtiny 19. století
- bývalý klášter paulínů - původně měšťanský rokokový dům, na fasádě sochy sv. Leopolda a Floriána
- Trojiční sloup na náměstí - postaven roku 1724 na památku obětí moru z roku 1713, trojboká pískovcová statue o výšce 14 metrů: na vrcholu sousoší Boha Otce, Syna a holubice Ducha svatého, pod ním Panna Marie Immaculata mezi anděly, na podstavci ve dvou etážích 8 soch svatých patronů, ve výklenku ležící sv. Rosalie
- Radnice na náměstí - neorenesanční stavba s věžičkou, v roce 1944 vyhořela, v letech 1948-1954 byla rekonstruována a vyzdobena na fasádě sgrafitem
- měšťanské domy v centru ze 16.-18. století;
- městská brána s věží, napojená na farní dvůr, z přelomu 16. a 17. století
- železniční nádraží z roku 1861, slouží dosud pro regionální spojení na trati Vídeň-Vídeňské Nové město-Bruck and der Mur
- vojenský hřbitov z druhé světové války, především sovětských vojáků

## Muzea a galerie
- Městské vlastivědné muzeum – regionální sbírky, pozoruhodná numismatická sbírka; mincovna byla založena již ve 12. století
- Muzeum motocyklů
- Kulturzentrum Am Stiergraben - galerie, knihovna, kulturní akce současného umění

## Politika

### Starostové
- 1850–1855 Peter Lackner
- 1855–1856 Anton Schmit
- 1856–1861 Josef Prem
- 1861–1867 Josef Kummer
- 1867–1870 Ignaz Hauer
- 1870–1885 Josef Schreck
- 1885–1892 Emil Stockhammer
- 1892–1894 Josef Wenisch
- 1894–1900 Josef Seifert
- 1900–1911 Emil Stockhammer
- 1911–1915 Gustav Dittrich
- 1915–1916 Franz Kramlinger
- 1916–1918 Albert Hirsch
- 1918–1919 Ludwig Zeh
- 1919–1924 Josef Josefsberg
- 1924–1934 Robert Zangerl (SDAP)
- 1934–1938 Johann Riegler (Vaterländische Front)
- 1938–1940 Norbert Pahr (NSDAP)
- 1940–1945 Walter Steil (NSDAP)
- 1945–1946 Karl Goll
- 1946–1960 Josef Graf (SPÖ)
- 1960–1974 Otto Gerhartl (SPÖ)
- 1974–1984 Adolf Plonner (SPÖ)
- 1984–1993 Felix Rigler (SPÖ)
- 1993–2005 Herbert Kautz (SPÖ)
- 2006–2010 Margit Gutterding (SPÖ)
- 2010–2024 Herbert Osterbauer (ÖVP)
- od 2024 Klaudia Osztovics (ÖVP)

## Osobnosti
- Oldřich z Lichtenštejna (1200 – 1275), přední štýrský šlechtic a básník
- Pius VI. (1717 – 1799), papež
- Alfons Maria Stickler (1910 – 2007), rakouský kardinál, salesián, úředník římské kurie
- Franz Fischer (1929 Neunkirchen–1970 Nordstedt) – rakouský filozof, autor učebnic filozofie a pedagogiky
- Christian Fuchs (* 1986), fotbalista

## Asteroid
- Podle města byl pojmenován asteroid 4216 Neunkirchen, objevený 14. ledna 1988 v hlavním pásu planetek Sluneční soustavy.